# Théophraste Renaudot
Pour les articles homonymes, voir Renaudot.
Théophraste Renaudot, né en 1586 à Loudun et mort le 25 octobre 1653 à Paris, est un journaliste, médecin et philanthrope français.
Il est le fondateur de la publicité et de la presse française par ses deux créations du Bureau d'adresse (1629) et de La Gazette, journal hebdomadaire (30 mai 1631). Médecin ordinaire du roi, il fut nommé « commissaire aux pauvres du Royaume » en 1618.
Tout en imprimant La Gazette du Roy, il s'autorisait certaines largesses. Il est ainsi considéré comme l'un des pères du journalisme contemporain.

## Protestant et médecin
Orphelin d’une modeste famille de la bourgeoisie protestante de Loudun dont il est natif, fils de Jean Renaudot, sieur de Saint-Jean, et de Cécile Fourneau, Théophraste Renaudot suit de bonnes études de médecine auprès des chirurgiens de Paris et à la Faculté de médecine de Montpellier, qui était alors ouverte aux protestants. Médecin à 20 ans, il voyagea en Italie, en Allemagne et peut-être en Angleterre. En 1602, il contracta les écrouelles, à l'origine des cicatrices sur son visage.
En 1608, il se marie avec Marthe Dumoustier, et s’établit à Loudun, menant une vie de modeste notable. Il rencontre alors le prédicateur franciscain François Leclerc du Tremblay, dit le père Joseph, mystique et ardent partisan de la Réforme catholique, qui l’amena à s’interroger sur la question de la pauvreté dans le royaume de France, qui faisait alors des ravages au début du XVIIe siècle. Il fit parvenir au Conseil de Régence de Marie de Médicis un traité Sur la condition des pauvres, qui lui valut d’obtenir le titre de « médecin ordinaire » du roi Louis XIII en 1612. Faveur qui fut sans lendemain, peut-être en raison de l’opposition des dévots catholiques alors fort hostiles aux protestants.

## Au service des pauvres et de l’État

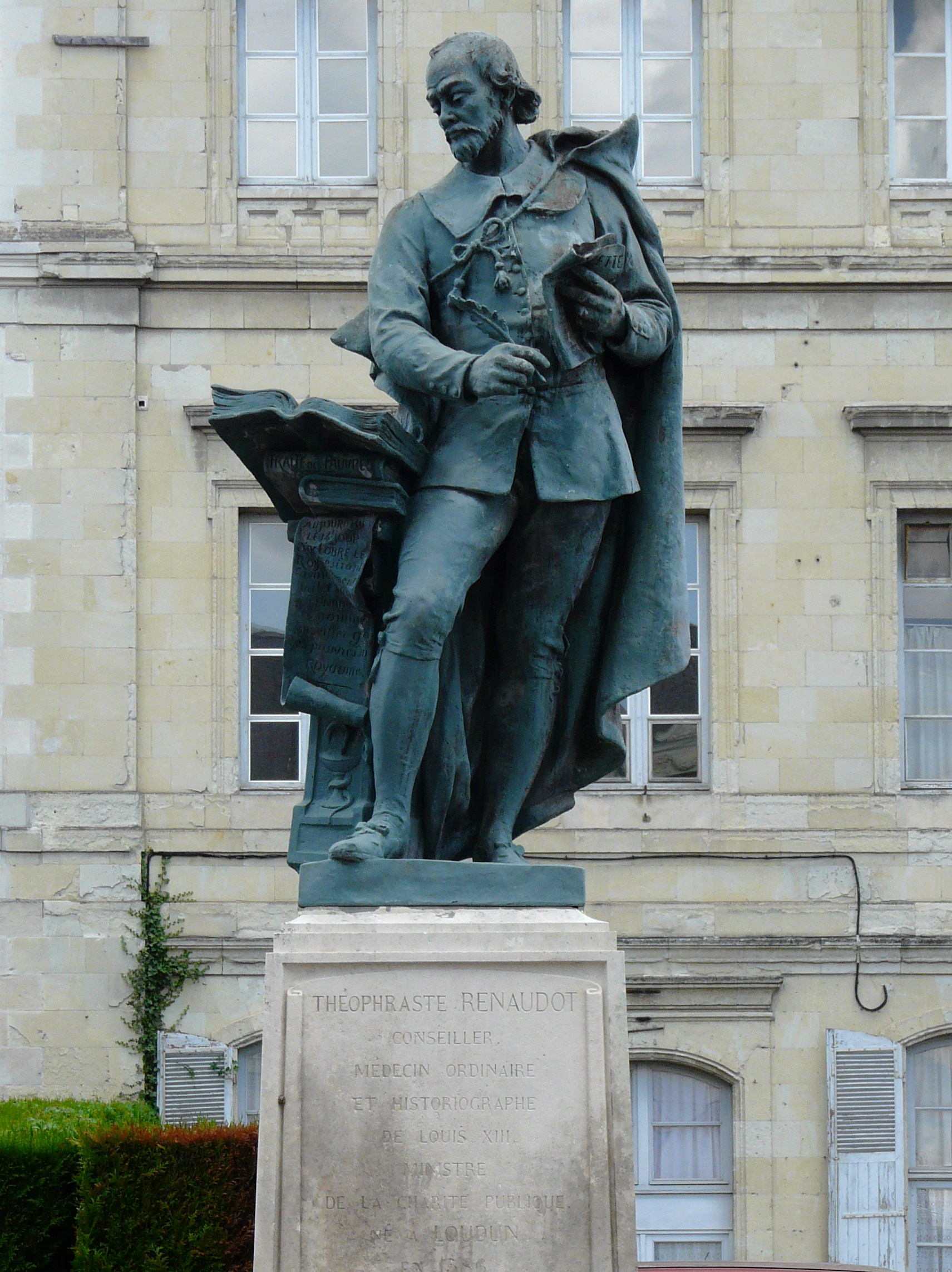
La statue de Théophraste Renaudot dans sa ville natale.

Vers 1625, il se convertit au catholicisme et entra dans le Conseil de Richelieu. Client du cardinal, Renaudot est l’exemple même de la réussite sociale d’un homme talentueux malgré ses origines modestes et protestantes, alors même que le Royaume s’engageait dans la remise en cause des droits des protestants.
En 1628 ou 1629, il ouvrit un « bureau d’adresses » avec don d’un privilège royal. Il s’agissait pour lui d’accueillir offres et demandes d’emplois, afin d’apporter un remède à la pauvreté et au vagabondage sans le concours de l’Église, de la charité traditionnelle ou encore de l’enfermement. En 1633, une ordonnance contraignit tous les sans emplois à s’y inscrire.[réf. nécessaire] Cette mesure fut accompagnée cette année-là de la création du premier journal d’annonces : la Feuille du bureau d’adresses. Son bureau, installé dans l’île de la Cité à l’enseigne du Grand Coq, situé rue de la Calandre, prospéra et accueillit de nombreuses activités. Pour 3 sous, on pouvait faire figurer dans le journal des propositions de vente, de location ou de service.
Il y installa également un dispensaire, payant pour les aisés et gratuit pour les pauvres. Il y accueillit même à partir de 1632 des conférences hebdomadaires médicales, puis variées, ouvrant l’ère des conférences mondaines et formant l’image de « l’honnête homme ». Enfin Louis XIII l'autorise le 27 mars 1637 à ouvrir un mont-de-piété dans son bureau d'adresses qu'il transforme en salle des ventes.
Sa réussite fut si importante qu’en 1641 il put ouvrir au Louvre une succursale de son bureau d’adresses. Néanmoins, cela lui attira de nombreuses inimitiés de la part de la Faculté de médecine de Paris.

## Un fondateur de la presse
Théophraste Renaudot fut l’un des précurseurs de la presse écrite. Le 30 mai 1631, il lance sa célèbre Gazette, bientôt imité par les Nouvelles ordinaires de divers endroits des libraires parisiens Martin et Vendosme, parues dès juillet 1631. Soutenu par Richelieu, qui fit de la Gazette un instrument de sa propagande politique, Renaudot emporta ce marché face à ses concurrents, malgré l’hostilité de la communauté des imprimeurs et libraires parisiens. En 1635, l’État lui accorda un monopole pour lui et ses successeurs.
La qualité de son journal était jugée par le gouvernement bien meilleure que celle de ses concurrents, essentiellement les Nouvelles ordinaires de divers endroits, fondée par Jean Epstein. Il avait le soutien financier du gouvernement de Richelieu.
Qualité, abondance, diversité géographique, concision et clarté des nouvelles, la Gazette fut un grand succès et lui fut adjoint, dès 1634, le supplément des Extraordinaires, relatant dans le détail les événements les plus importants. En 1611, parut le premier volume Mercure François, recueil des événements des années 1605 à 1610, dont la relation de la première installation des Français au Canada. Les frères Richer se chargent de sa publication jusqu'en 1635. Théophraste Renaudot continua cette importante publication jusqu'en 1643.

## Les difficultés de la Fronde
Avec la mort de Richelieu en 1642 et celle de Louis XIII l'année suivante, Théophraste Renaudot perdit ses principaux protecteurs. La Régence ne put prendre le risque de mécontenter ses ennemis. La Faculté obtint l’interdiction des consultations médicales et des conférences dans son bureau d’adresses, puis le bureau fut entièrement fermé en 1646.
La Gazette survécut, passant au service de Mazarin, mais la Fronde vint, en 1649, en entraver la parution régulière. Renaudot suivit, lors de la fuite de la famille royale afin de protéger le jeune Louis XIV, la reine et Mazarin à Saint-Germain, laissant à ses fils Eusèbe et Isaac la rédaction du journal. Son monopole fut alors entamé par la parution de titres rivaux à Paris comme en province.
Renaudot fut remercié de sa fidélité avec le poste d’« historiographe du roi ». À sa mort, à l'âge de 67 ans, le monopole de la Gazette fut confirmé à son fils aîné, qui ne put réellement empêcher d’autres parutions.

## Ouvrages
- La Gazette.
- Abrégé de la vie et de la mort du prince de Condé, 1647.
- La Vie et la mort du maréchal de Gassion, 1647.
- La Vie de Michel Mazarin, 1648.

## Hommages

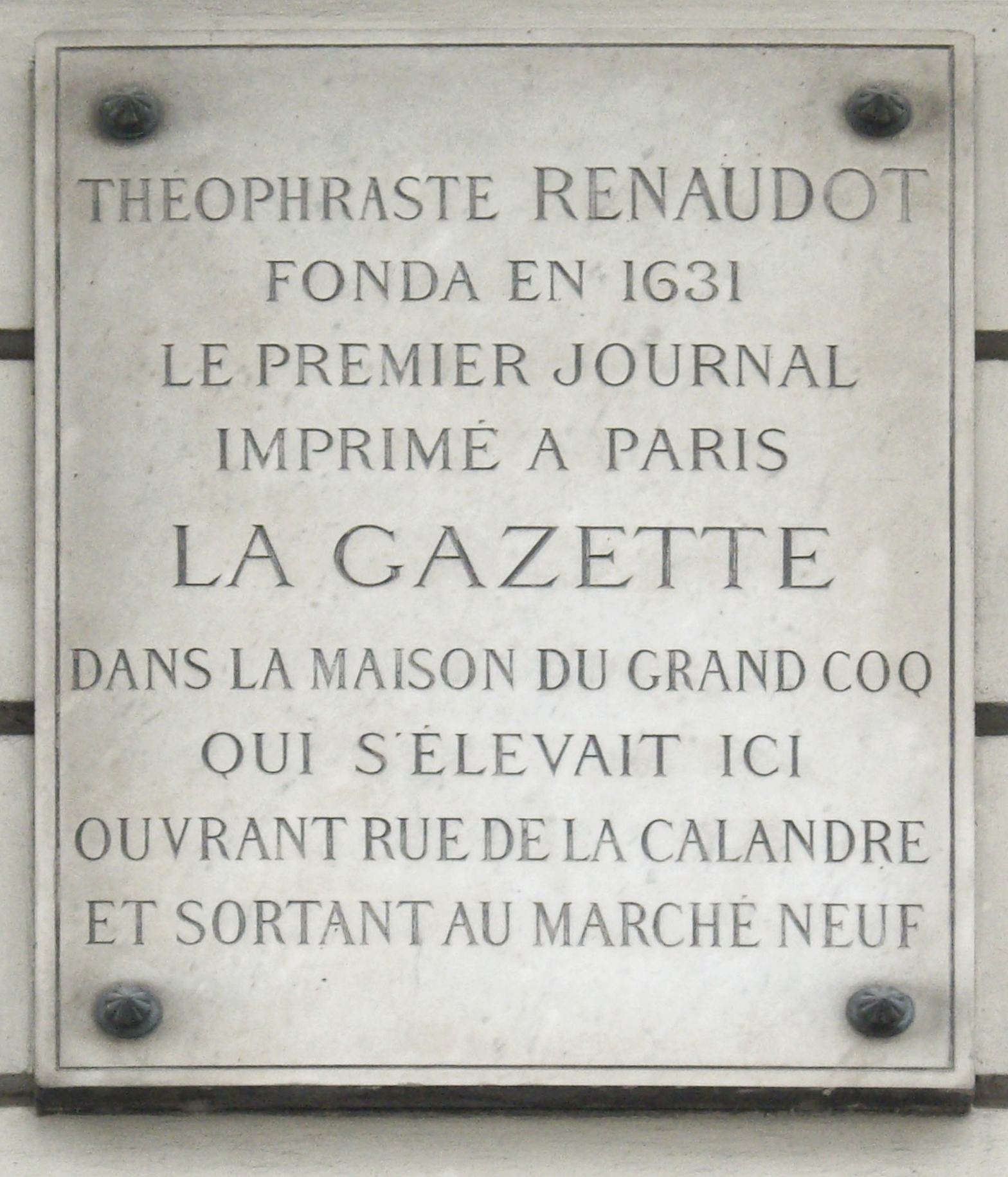
Plaque 8 quai du Marché-Neuf (Paris), à l'emplacement de l'immeuble où se trouvait sa maison, et où il fonda son journal.

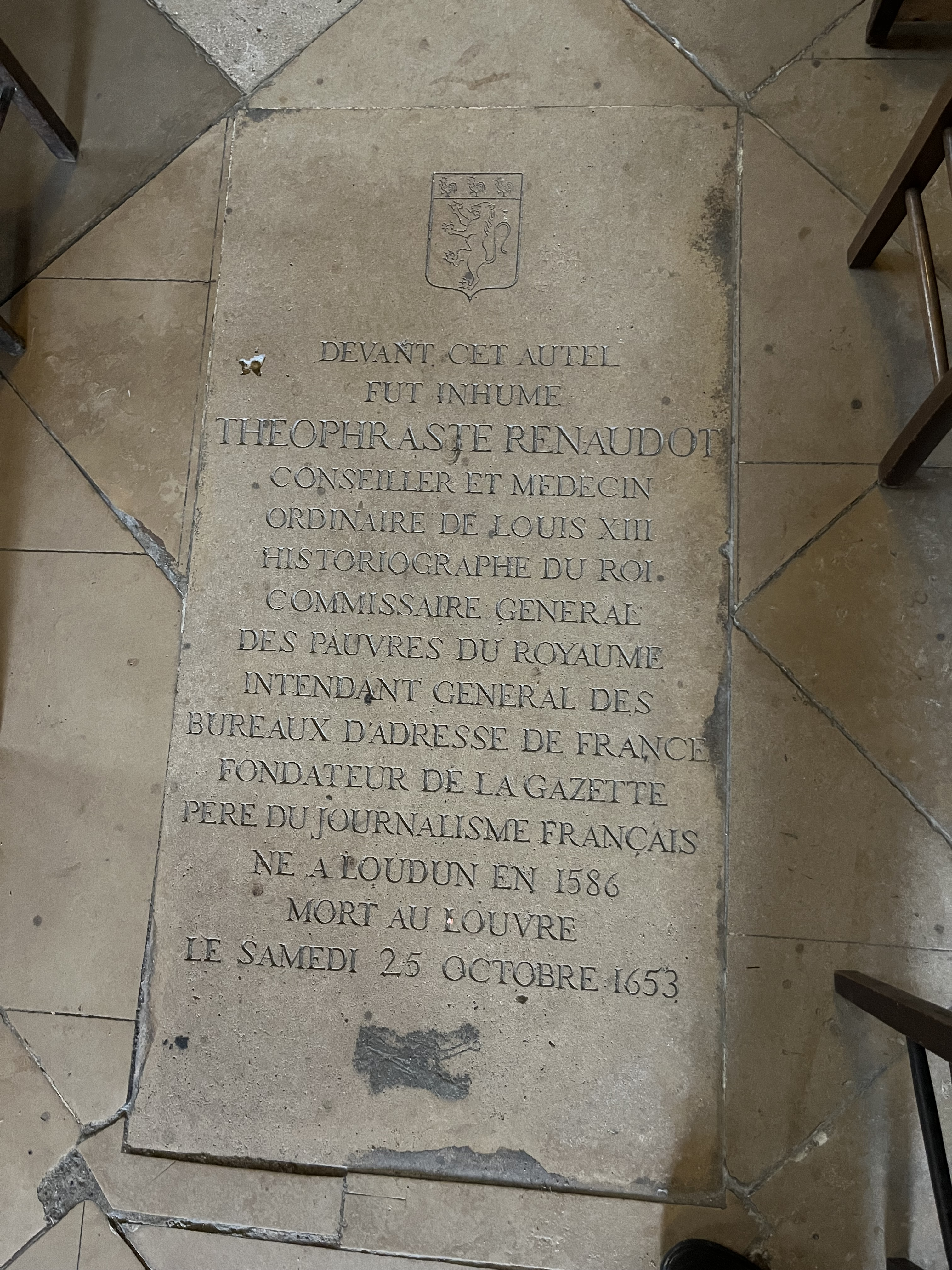
Dalle sous laquelle a été inhumé Théophraste Renaudot.

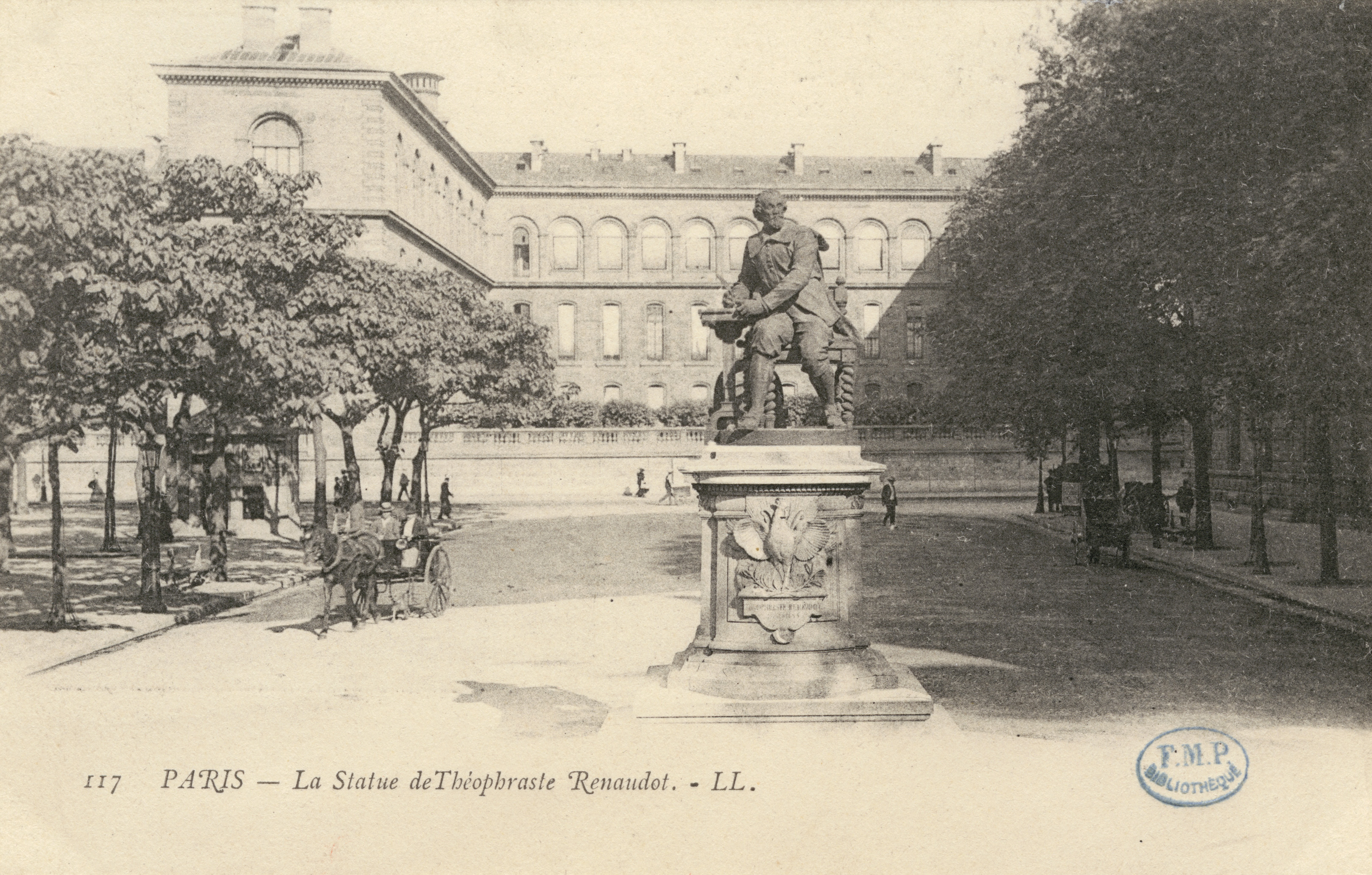
Statue de Théophraste Renaudot non loin, rue de Lutèce (disparue).

### Prix Renaudot
Théophraste Renaudot a donné son nom au prix Renaudot, prix littéraire créé en 1926 et décerné en même temps que le prix Goncourt eu égard à son caractère de fondateur de presse.

### Institut Renaudot
Association de santé communautaire, elle a pris le nom de Renaudot en hommage à son engagement en faveur des pauvres. Depuis 1981, cette association regroupe des professionnels de centres municipaux de santé (dispensaires, publics, municipaux), ainsi que des conseillers santé et des chargés de mission santé dans les centres communaux d'action sociale (CCAS) (politique de la ville). Elle recense et collige projets et expériences sur une plate-forme Internet.

### Timbre-poste
Le 1er juin 1981, l'administration des PTT émet un timbre-poste dessiné par Huguette Sainson pour le centenaire de la loi du 29 juillet 1881 dont l'article 1er dispose que pour la « Presse, l’imprimerie et la librairie sont libres » ; ce timbre représente les effigies de Théophraste Renaudot, pour le 350e anniversaire de la parution de La Gazette, et d'Émile de Girardin, fondateur du journal La Presse, pour le 100e anniversaire de sa mort.

### Statuaire
- Statue à Loudun, œuvre d'Alfred Charron. Inaugurée en 1894.
- Statue à Paris, rue de Lutèce, œuvre d'Alfred Boucher. Inaugurée en 1893, elle est fondue en 1942.